# Daïra d'Ouled Khoudir
La daïra d'Ouled Khoudir est une daïra d'Algérie située dans la wilaya de Béni Abbès et dont le chef-lieu est la ville éponyme d'Ouled Khoudir.

## Communes de la daïra
La daïra d'Ouled Khoudir comprend deux communes :
- Ouled Khoudir
- Ksabi

La population totale de la daïra est de 7 621 habitants pour une superficie de 4 140 km2.